# 池田一騎
池田 一騎（いけだ いっき、1992年10月27日 - ）は、北海道苫小牧市出身のプロアイスホッケー選手。IJリーグの東京ワイルズに所属。

## 経歴
駒澤大学附属苫小牧高等学校から早稲田大学に進学。
2015-16年シーズンにアジアリーグアイスホッケーの当時の日本製紙クレインズに入団。
2023年5月2日に給料が未払いであることを理由にチームを退団。6月21日に北海道ワイルズに加入した。
2024年5月31日に6月10日からの合流になるものの氷上練習に参加する選手として発表された。